# 和歌山県県勢歌
『和歌山県 県勢歌』（わかやまけん けんせいか）は、日本の昭和時代前期に和歌山県で作成された唱歌である。作詞は山名貫児と三溝信雄の合作、作曲は鈴木富三。

## 概要
全5番の歌詞で1・2番は和歌浦や白浜温泉、那智の滝、高野山など県内の観光名所を挙げて3番は県の面積（4,725km2）を「五千方粁」、4番では紀州みかんを始めとする県内の特産物を挙げてその生産高を「三億円」、5番では「三市（和歌山市、海南市、新宮市）七郡（海草郡、那賀郡、伊都郡、有田郡、日高郡、西牟婁郡、東牟婁郡）」の人口を「百万」とし、神武東征の八咫烏にまつわる伝承を取り上げたのち「輝く郷土 和歌山県」で締められる。長野県の「信濃の国」に代表される明治後期に作成された地理唱歌と昭和初期から自治体の象徴として作られるようになった県民歌の中間的な要素を併せ持つのが特徴である。
制定当時の報道では「近くレコードに吹込み」予定とされていたが、該当するレコード盤の存在は確認されていない。

## 沿革
和歌山県統計課および外郭団体の和歌山県統計協会では、1935年（昭和10年）より毎年5月10日を独自に「統計記念日」として定めていた。これは第2次大隈内閣当時の1916年（大正5年）5月10日に「統計の進歩改善に関する内閣訓令」が発布された日を記念するもので、1927年（昭和2年）に開かれた地方統計主任官会議において三重県からこの日を「統計記念日」に定める提案が行われたことに端を発する。この時の発議は全国的な広がりとはならなかったが和歌山県では1935年、三重県では1937年（昭和12年）から1945年（昭和20年）の終戦まで5月10日を「統計記念日」に定め、それぞれ独自に記念行事を実施していた。

### 作成経緯
1938年（昭和13年）、和歌山県統計協会は県勢要覧『最近の和歌山県』刊行に合わせて「本冊子中より取材統計的観察に立脚する本県々勢歌」の懸賞募集を実施した。当初は同年5月10日の第4回統計記念日に入選作を発表する予定であったが、全国から応募された176篇の応募作を審査した結果「該当作無し」となったため、3篇の優秀作を基にいずれも和歌山師範学校教諭の山名貫児と三溝信雄の両名に作詞を、鈴木富三（1910年 - 1997年）に作曲をそれぞれ依頼した。
翌1939年（昭和14年）1月18日付の大阪朝日新聞和歌山版では「伸びる郷土を讃へ 九十萬人の大合唱 縣勢歌の作曲成る」の見出しで県勢歌の完成が報じられたが、20日付の『和歌山日日新聞』では主催者の和歌山県統計協会が「近くレコードに吹き込みラジオでも放送して一般に発表する段取りとなっていたところ、鈴木教諭は十七日何らの手続きをとらず独断で発表した」と18日付の大阪朝日記事は作曲者によるリークであったとして無効を主張し、作詞・作曲のやり直しを示唆していた。結局、作詞・作曲のやり直し作業が行われることは無く、5月10日の第5回統計記念日に1月の大阪朝日記事の初報と同じ歌詞と旋律で「和歌山県 県勢歌」として制定されたことが翌11日付の大阪毎日新聞和歌山版で報じられている。
県統計課ではこの県勢歌を「全国に率先して」作成したと自負しており「学校や各種団体の会合で合唱させる」ため文部省に学校唱歌としての検定を申請し、同年9月21日付の官報において認可が告示された。

### 演奏実態の消失
戦前の近畿地方において県民歌を制定した事例は存在しなかったため、この時に制定された「県勢歌」は近隣の他府県に先駆けたものであったが県内での学校教育を通じた歌唱指導はごく短期間しか行われなかった。その理由について和歌山県立博物館副館長の竹中康彦は「県勢歌制定の2年後には国民学校令が出され、教育内容も画一的になった。和歌山の誇りを歌った県勢歌は歌いづらい曲になってしまったのでは」と推測している。
戦後の1948年（昭和23年）にはいわゆる「復興県民歌」として現行の「和歌山県民歌」（作詞・西川好次郎、作曲・山田耕筰）が制定されたが、9年前に作られた「県勢歌」に関しては制定主体が県でなく外郭団体の県統計協会だったこともあり「初代」と「2代目」のような関係とはされていない。また「県勢歌」の5番で「三市七郡」と歌われた自治体数は戦後に6市（田辺市、御坊市、橋本市、有田市、紀の川市、岩出市）が市制施行し、2006年（平成18年）に那賀郡が消滅したことによって「九市六郡」へ変動した。

### 84年ぶりの再発見
和歌山県庁では2015年（平成27年）の第70回紀の国わかやま国体開催を控えて開会式で演奏する「和歌山県民歌」の普及活動を実施したが、それに前後して県内の高齢者から「県勢歌」に関する問い合わせが散発的に寄せられるようになった。この時点で県庁内からは「県勢歌」の作成経緯に関する資料が散逸しており「昭和13年頃のことで詳しいことは分かりませんでした」としていたが、2022年（令和4年）になり作曲者の遺族から県立博物館へ寄せられた情報を基に学芸員が県立図書館所蔵の新聞を調査したところ、1939年5月11日付の大阪毎日新聞和歌山版に「愛唱せよ『県勢歌』」の表題で歌詞と楽譜、作詞者の氏名が掲載されているのが確認され、長年にわたって謎に包まれて来た作成経緯が84年ぶりに明らかとなった。
県立博物館では2023年（令和5年）1月20日から3月6日まで「よみがえる和歌山県 県勢歌」と題したパネル展示を実施し、公式サイト上で音声合成ソフト「NEUTRINO」の音声ライブラリ「めろう」を用いて再現した歌唱を公開している。